# Ridderorden in Tsjecho-Slowakije
In Bohemen heeft een ridderorde, de Ridderlijke Jachtorde van Sint-Hubertus bestaan, maar nadat de Habsburgers de Boheemse troon bestegen en het gebied van het latere Tsjecho-Slowakije Oostenrijkse en Hongaarse kroonlanden werden hebben zij eeuwenlang gebruikgemaakt van de Oostenrijkse ridderorden.
Ridderlijke orden met aandacht voor ziekenzorg en charitas zoals de Orde van het Kruis met de Rode Ster en de ooit rijke en machtige Grootprioraat van Bohemen van de Soevereine Militaire Hospitaal Orde van Sint-Jan van Jeruzalem, van Rhodos en van Malta hebben, zoals in zoveel katholieke staten, een grote rol gespeeld.
In 1918 werd de republiek Tsjecho-Slowakije gesticht. Nadat in de Oostenrijkse periode ridderorden, adelstitels en onderscheidingen een grote rol in het openbare leven hadden gespeeld was de reactie een republiek zonder onderscheidingen of titels voor haar burgers. De in 1922 ingestelde
- Orde van de Witte Leeuw

was uitsluitend voor vreemdelingen gedacht.
Men vermeldt ook de
- De Orde voor Vrijheid 1918
- De Orde van de Valk (of Orde van Stefanik) 1918

De ridderlijke orden gingen verloren door grondhervormingen, de regering bestreed het grootgrondbezit, veel bezittingen en inkomsten. De inval van de nazi's, die de Orde van Malta vervolgden, en de communistische machtsovername leken het Grootprioraat van Bohemen het verdere bestaan onmogelijk te hebben gemaakt.
In 1934 en 1945 werd een Orde van Karel IV vermeld.
De Tweede Wereldoorlog bracht een kentering in het decoratiestelsel. Er werden nu onderscheidingen ingesteld om verdienstelijke en dappere militairen en partizanen te kunnen eren.
- De Tsjecho-Slowaakse Militaire Orde van de Witte Leeuw voor de Overwinning 1945
- De Orde van de Slowaakse Volksopstand 1945
- De Orde van de Vrijheid 1946
- De Tsjecho-Slowaakse Officiersorde van Jan Zizka van Trocnova (Československý velitelský řád Jana Žizky z Trocnova) 1946

De machtsovername door de communisten bracht ook in Tsjecho-Slowakije een stelsel van socialistische orden.
- De Orde van de Witte Leeuw, na 1961 met drie graden.
- De Gouden Ster van een Held van de CSSR (Zlatá hvězda hrdiny ČSSR) 1955 - 1990
- De Gouden Ster van een Held van de Socialistische Arbeid (Hrdina socialistické práce) 1959 - 1990
- De Orde van de Bouw van het Socialistisch Vaderland (Řád budování socialistické vlasti) 1953 - 1955, later de Orde van Klement Gottwald geheten.
- De Orde van Klement Gottwald (Řád Klementa Gottwalda - za budování socialistické vlasti)1955 -1990
- De Orde van het Socialisme(Řád socialismu) 1951 - 1955
- De Orde van de 25e februari 1948 (Řád 25. února 1948) 1949 - 1990
- De Orde van de Republiek (Řád republiky) 1951
- De Orde van de Zegerijke Februari (Řád Vítězného února) 1973
- De Orde van de Rode Vlag (Řád rudé zástavy) 1955
- De Orde van de Rode Vlag van de Arbeid (Řád rudého praporu práce) 1955
- De Orde van de Rode Ster (Řád rudé hvězdy) 1955
- De Orde van de Rode Ster van de Arbeid (Řád rudé hvězdy práce)
- De Orde van de Arbeid (Hrdina práce) 1951
- De Orde van de Vriendschap (Řád přátelství)[2] 1976

Daarnaast waren de tientallen eretitels zoals "zasloužilý člen České filharmonie" of "Verdienstelijk werker in de Philharmonie, verdienstelijk uitvinder, innovator, piloot, lid van de filharmonie, kosmonaut van de CSSR, hoogleraar, werker voor het socialisme en kunstenaar.
De "Fluwelen Revolutie" bracht een einde aan de dictatuur maar betekende al snel ook het einde van het in een staat bijeenbrengen van de Tsjechen en de Slowaken. Er ontstonden twee staten met ieder eigen onderscheidingen. De Tsjechen hielden de Orde van de Witte Leeuw aan.
Het federale parlement van de Tsjechische en Slowaakse Federale Republiek heeft op 2 oktober 1990 nog twee ridderorden ingesteld.
- De Orde van Tomas Garrigue Masaryk (Řád T. G. Masaryka)
- De Orde van Milan Rastislav Stefanik (Řád M. R. Štefánika)

Het voortbestaan van de Orde van de Witte Leeuw (Řád bílého lva) werd die dag bevestigd.
De Slowaken, onder leiding van Vladimír Mečiar (die een coalitie vormde met de SNS) eisten een confederale staatsstructuur, maar kregen een niet van de Tsjechische minister-president Václav Klaus, die de Slowaken voor de keus stelde: ofwel een sterke federatie, ofwel separatisme.
Slowakije verklaarde zich op 17 juli 1992 soeverein, nam op 3 september een eigen grondwet aan en officieel splitste het land op 1 januari 1993. De federale ridderorden werden Tsjechisch.
Het herstel van de rechtsorde bracht ook rechtsherstel van het Grootprioraat van Bohemen met zich mee. De orde kreeg een aantal bezittingen terug en kan zich nu, wederom als Grootprioraat, tal van gevluchte edellieden weer naar Bohemen zijn teruggekeerd en er zijn geprofeste religieuzen, weer aan ziekenzorg wijden.
- Zie: Ridderorden in Tsjechië
- Zie: Ridderorden in Slowakije